# فوكس (ألاسكا)
فوكس (بالإنجليزية: Fox CDP, Alaska)‏ هي منطقة سكنية تقع بولاية ألاسكا في الولايات المتحدة. تبلغ مساحتها 33.9 كم2، وترتفع عن سطح البحر 229 م، بلغ عدد سكانها 417 نسمة في عام 2010 حسب إحصاء مكتب تعداد الولايات المتحدة وتصل الكثافة السكانية فيها 12.3 نسمة لكل كيلومتر مربع (31.9/ميل2).

## التركيبة السكانية
حدّد مكتب تعداد الولايات المتحدة بيانات التركيبة السكانية لفوكس في تعداد الولايات المتحدة. في ما يلي، التركيبة السكانية حسب تعدادي 2000 و2010.

### تعداد عام 2000
بلغ عدد سكان فوكس 300 نسمة بحسب تعداد عام 2000، وبلغ عدد الأسر 119 أسرة وعدد العائلات 72 عائلة مقيمة في المنطقة السكنية. في حين سجلت الكثافة السكانية 8.8 نسمة لكل كيلومتر مربع (22.8/ميل2). وبلغ عدد الوحدات السكنية 159 وحدة بمتوسط كثافة قدره 4.7 لكل كيلومتر مربع (12.2/ميل2).
وتوزع التركيب العرقي للمنطقة السكنية بنسبة 87.67% من البيض و8% من الأمريكيين الأصليين و0.33% من الأمريكيين ذوي الأصول الآسيوية و1.33% من الأعراق الأخرى و2.67% من عرقين مختلطين أو أكثر و1.33% من الهسبانيون أو اللاتينيون من أي عرق.
بلغ عدد الأسر 119 أسرة كانت نسبة 37.8% منها لديها أطفال تحت سن الثامنة عشر تعيش معهم، وبلغت نسبة الأزواج القاطنين مع بعضهم البعض 49.6% من أصل المجموع الكلي للأسر، ونسبة 6.7% من الأسر كان لديها معيلات من الإناث دون وجود شريك، بينما كانت نسبة 4.2% من الأسر لديها معيلون من الذكور دون وجود شريكة وكانت نسبة 39.5% من غير العائلات. تألفت نسبة 31.1% من أصل جميع الأسر من عدة أفراد يعيشون في نفس المنزل ونسبة 2.5% كانت تتألف من شخص يعيش بمفرده يبلغ من العمر 65 عاماً أو أكثر. وبلغ متوسط حجم الأسرة المعيشية 2.52، أما متوسط حجم العائلات فبلغ 3.19.
بلغ العمر الوسطي للسكان 36.4 عاماً. وكانت نسبة 28.3% من القاطنين تحت سن الثامنة عشر، وكانت نسبة 5% بين الثامنة عشر والرابعة والعشرين عاماً، ونسبة 32.7% كانت واقعةً في الفئة العمرية ما بين الخامسة والعشرين والرابعة والأربعين عاماً، ونسبة 30% كانت ما بين الخامسة والأربعين والرابعة والستين، ونسبة 4% كانت ضمن فئة الخامسة والستين عاماً فما فوق. يوجد لكل 100 أنثى 117.4 ذكر، ويوجد لكل 100 أنثى في الثامنة عشر من عمرها فما فوق 133.7 ذكر.
بلغ متوسط دخل الأسرة في المنطقة السكنية 51,176 دولارًا، أما متوسط دخل العائلة فبلغ 64,107 دولارًا. وكان متوسط دخل الذكور 39,297 دولارًا مقابل 22,273 دولارًا للإناث. وسجل دخل الفرد الخاص بالمنطقة السكنية 22,689 دولارًا. وكانت نسبة 0% من العائلات ونسبة 8.7% من السكان تحت خط الفقر،

### تعداد عام 2010
بلغ عدد سكان فوكس 417 نسمة بحسب تعداد عام 2010، وبلغ عدد الأسر 199 أسرة وعدد العائلات 99 عائلة مقيمة في المنطقة السكنية. في حين سجلت الكثافة السكانية 12.3 نسمة لكل كيلومتر مربع (31.9/ميل2). وبلغ عدد الوحدات السكنية 236 وحدة بمتوسط كثافة قدره 7 لكل كيلومتر مربع (18.1/ميل2).
وتوزع التركيب العرقي للمنطقة السكنية بنسبة 82.01% من البيض و0.48% من الأمريكيين الأفارقة و7.43% من الأمريكيين الأصليين و0.72% من الأمريكيين ذوي الأصول الآسيوية و0.24% من سكان جزر المحيط الهادئ و0.96% من الأعراق الأخرى و8.15% من عرقين مختلطين أو أكثر و5.28% من الهسبانيون أو اللاتينيون من أي عرق.
بلغ عدد الأسر 199 أسرة كانت نسبة 22.6% منها لديها أطفال تحت سن الثامنة عشر تعيش معهم، وبلغت نسبة الأزواج القاطنين مع بعضهم البعض 35.7% من أصل المجموع الكلي للأسر، ونسبة 5.5% من الأسر كان لديها معيلات من الإناث دون وجود شريك، بينما كانت نسبة 8.5% من الأسر لديها معيلون من الذكور دون وجود شريكة وكانت نسبة 50.3% من غير العائلات. تألفت نسبة 39.2% من أصل جميع الأسر من عدة أفراد يعيشون في نفس المنزل ونسبة 6.5% كانت تتألف من شخص يعيش بمفرده يبلغ من العمر 65 عاماً أو أكثر. وبلغ متوسط حجم الأسرة المعيشية 2.10، أما متوسط حجم العائلات فبلغ 2.82.
بلغ العمر الوسطي للسكان 41.3 عاماً. وكانت نسبة 18.2% من القاطنين تحت سن الثامنة عشر، وكانت نسبة 10.1% بين الثامنة عشر والرابعة والعشرين عاماً، ونسبة 26.1% كانت واقعةً في الفئة العمرية ما بين الخامسة والعشرين والرابعة والأربعين عاماً، ونسبة 36% كانت ما بين الخامسة والأربعين والرابعة والستين، ونسبة 9.6% كانت ضمن فئة الخامسة والستين عاماً فما فوق. وتوزع التركيب الجنسي للسكان بنسبة 54.4% ذكور و45.6% إناث.